# Найбагатша людина у Вавилоні
Найбагатша Людина у Вавилоні — книга Джорджа Семюеля Клейсона, в якій він дає фінансові консультації через сукупність притч. Персонажі в розповідях — це жителі Вавилону, їхні історії допомагають читачеві вивчити прості уроки фінансової мудрості.
Спочатку — ряд окремих інформаційних брошур, які розповсюджувалися банками і страховими компаніями. Вони були пов'язані один з одним і опубліковані у вигляді книги в 1926 році.

## Про автора
Народився в місті Луїзіана (штат Міссурі) 7 листопада 1874 року. Він — випускник університету Небраски, служив в американській армії під час Іспано-американської війни. На початку своєї видавничої кар'єри він заснував картографічну компанію «Клейсон Меп» у Денвері (штат Колорадо) і опублікував перший атлас доріг Сполучених Штатів і Канади.
У 1926 році Джордж Семюел Клейсон опублікував перший із серії своїх творів по фінансовому успіху, використовуючи форму притч Стародавнього Вавилона. Ці твори набули широкого поширення в банках і страхових компаніях. Їх прочитали мільйони людей. «Найбагатша людина в Вавилоні» стала сучасною класикою економічної літератури.
Джерелами, якими користувався Клейсон, є стародавні клинописні таблички, знайдені на території Межиріччя і датуються вавилонської епохою. В цих табличках один із стародавніх переписувачів відбив мудрість вавилонських торговців, лихварів і просто ділових людей того часу. Також ця інформація підтверджена Британською асоціацією археологів, які стверджують, що Клейсон не раз звертався до них за допомогою в своїх дослідженнях, передаючи незв'язні обривки стародавніх текстів, які сам не міг перекласти.

## Сім правил збагачення
Третій розділ книги описує так звані сім правил збагачення, які принесуть людині, яка дотримується їх, багатство..
1. Почніть поповняти свій гаманець;
2. Контролюйте свої витрати;
3. Примножуйте багатство;
4. Бережіть своє багатство від втрат;
5. Перетворіть своє житло в прибуткове підприємство;
6. Забезпечте прибуток на майбутнє;
7. Вдосконалюйте вміння заробляти.

## Книга українською
- Клейсон, Джордж. Найбагатший чоловік у Вавилоні / Пер. з англ. Андрія Лапіна.  — К. : Наш Формат, 2017. ISBN 978-617-7388-98-1.